# Łukomin
Łukomin – wieś w Polsce, położona w województwie lubuskim, w powiecie sulęcińskim, w gminie Krzeszyce.
W latach 1975–1998 miejscowość administracyjnie należała do województwa gorzowskiego.

## Części wsi
| SIMC    | Nazwa | Rodzaj     |
| ------- | ----- | ---------- |
| 0182142 | Graby | przysiółek |

## Zabytki
Do wojewódzkiego rejestru zabytków wpisany jest:
- kościół ewangelicki, obecnie rzymskokatolicki filialny pod wezwaniem św. Anny, z 1900 roku.